# Inhul
|  | Aquest article parla sobre l'afluent del Buh Meridional. Per al riu més llarg de l'óblast de Kirovohrad vegeu Inhulets |

Inhul (ucraïnès: Інгул) és un riu d'Ucraïna, un afluent per l'esquerra del Buh Meridional.
L'historiador grec Heròdot esmenta el riu com a Pantikapes en els seves Històries (4.54), durant la seva descripció de la terra d'Escítia.

## Etimologia
La paraula Inhul és indubtablement origen turc. La versió més comuna és que el nom d'Inhul prové del turc Yeni Göl - nou llac. Els documents dels segles XVI-XVII esmenten el nom de Ienhula (Ienhul). Als segles XVIII-XIX. el riu va ser anomenat el Gran Inhul - en contraposició al petit Inhul (Inhulets).

## Ubicació
L'Inhul neix a un petit llac de bosc prop del poble de Brovkove, situat al nord-oest de Kropivnitski. Flueix principalment cap al sud, en direcció al Dnièper. Prop de Mikolaiv desemboca al Buh Meridional. Té 354 km de llarg i drena una conca de 9.890 km².
Afluents de l'Inhul: Suhòklia, Hromòklia (dreta); Biianka, Adjamka, Kàmianka, Berezivka (esquerra); i altres.
Al riu es van construir diversos embassaments: Kirovohrad, Dokutxàievsk, Inhulsk Sofíevski.